# Valliquerville
Valliquerville é uma comuna francesa na região administrativa da Normandia, no departamento de Sena Marítimo. Estende-se por uma área de 13,39 km². Em 2010 a comuna tinha 1 457 habitantes (densidade: 108,8 hab./km²).